# Ana Jambrović
Ana Jambrović, hrvatska kuglačica. 

## Karijera
Na SP u Rumunjskoj 2018. osvojila je srebro u mješovitom tandemu i postavila je svjetski rekord u kategoriji mlađih seniorkâ do 23 godine.

## Priznanja
Kao članica mlađe juniorske reprezentacije kuglačica osvajačica 1. mjesta u konkurenciji djevojčadi na Svjetskom prvenstvu do 18 godina, dobila je nagradu Dražen Petrović.